# Trupanea inaequabilis
Trupanea inaequabilis
 es una especie de insecto díptero que Erich Martin Hering describió científicamente por primera vez en el año 1942.
Esta especie pertenece al género Trupanea de la familia Tephritidae.